# Jean Roth
Jean Roth (nascido em 3 de março de 1924) é um ex-ciclista suíço. Roth competiu nos Jogos Olímpicos de Verão de 1948 em Londres, onde terminou em quarto lugar na prova tandem (pista). É natural da França.